# 潜在能力アプローチ
ケイパビリティアプローチ、潜在能力アプローチ（せんざいのうりょく、英: capability approach）とは、厚生経済学の領域においてアマルティア・センにより1980年代に提案されたアプローチである。
潜在能力アプローチにおいては、個々人が実際に享受する帰結（厚生）に視点を置きながら、その個々人の「厚生」を「潜在能力」（福祉的自由）という指標で特定化し、測定する。本アプローチの目的は、個々人の「潜在能力」の分配状態に視点を置いて、現実の経済システムや政策のあり方を批判的に評価し、あるべき経済政策やシステムを構想することにある。センは、個体性(individuality)を個人の選好に集約する新厚生経済学を批判しており、潜在能力アプローチにおいては、社会の富と個人の厚生を中心的課題とする旧厚生経済学の伝統を継承しつつ、それに社会選択理論を組み合わせている。
潜在能力アプローチの中心となる要素は、その人が何を実現できるかという点である。個人の潜在能力は、本人の利用可能な「資源」と「利用能力」のもとで，可能となる「選択の実質的機会」として定義される。
センは当初は能力を評価する要素について、以下の５つを主張した。
1. 人の長所を評価する際での、真の自由の重要性（The importance of real freedoms in the assessment of a person's advantage）
2. 資源を価値ある活動に変換する能力が、個人によって違うこと（Individual differences in the ability to transform resources into valuable activities）
3. 幸せを感じる活動は、多変量な性質をもつこと（The multi-variate nature of activities giving rise to happiness）
4. 人の厚生を評価する上での、物質的なものと非物質的なもののバランス（A balance of materialistic and nonmaterialistic factors in evaluating human welfare）
5. 社会における機会分布の考慮（Concern for the distribution of opportunities within society）

その後、政治哲学者のマーサ・ヌスバウムや、開発経済学者のスディール・アーナンド、経済理論家のジェームズ・フォスターと共同で、センは潜在能力アプローチを人間開発に関する政策パラダイムとして推進していった。この研究は国連の人間開発指数（HDI）の創設につながり、健康・教育・所得の分野における人々のケイパビリティを測定する指標として広く用いられるようになった。
センは2004年に「人間開発とケイパビリティ学会」（HDCA）を立ち上げ、人間開発と潜在能力アプローチに関する議論、教育、研究の促進を図った。このアプローチは以後、政治理論家、哲学者、幅広い分野の社会科学者らによって活発に議論されている。
潜在能力アプローチは機能的ケイパビリティ（長生きできる、経済的取引や政治活動に参加できるなどの実質的な自由）を重視する。これは人々が当然に価値を置くような自由の観点から構成されており、功利主義的な効用（幸福、欲求充足、選好）や、ロールズ的な資源へのアクセス（所得、財、資産）とは異なる視点である 。
貧困はケイパビリティが奪われた状態と理解される。潜在能力アプローチでは人間がどのように機能しているかだけでなく、「人々が価値を置き、また価値を置く理由のあるような成果を達成するためのケイパビリティへのアクセス」をも重視する点は注目に値する。人がケイパビリティを奪われる要因には、無知、政府による抑圧、経済的資源の欠如、誤った思い込みなど、さまざまなものが考えられる。
このように人間のウェルビーイングを考える潜在能力アプローチにおいては、選択の自由や個々人の違い、そして福祉の多面的な性質が重視される。このアプローチは従来のミクロ経済学の消費者理論における選択の扱いと多くの面で共通しているが、その概念的基盤は異なっており、効用ベースの主張よりも規範的に優先される「権利」といった主張の存在を認めることが可能となっている。

## 人間能力の測定

### 潜在能力を考慮した指標

#### 人間開発指数
人間開発指数（HDI）では、GDPやGNPといった計算では考慮されない、人間開発とウェルビーイングを考慮して算出される。HDIは平均余命、成人識字率、就学率、1人当たりの収入の対数がパラメータである。さらにHDIは「分配と購買力、平均余命、識字能力、健康を調整した収入の加重平均」であるHDIは国単位で、0～1の間のスコアである。

#### ジェンダー開発指数
ジェンダー開発指数（GDI）は、既存のHDIの3つのパラメータを元に、人間開発の成果におけるジェンダーギャップを測定できるよう再構成したものである 。

#### ジェンダー・エンパワーメント指数
ジェンダー・エンパワーメント指数(GEM) は、ジェンダー開発指数よりも更に特定の機能に特化したものである。女性のエンパワーメントは、経済的上位地位における女性の雇用、議会における議席、世帯収入のシェアを評価することによって測定される。

#### ジェンダー不平等指数
ジェンダー不平等指数（GII）とは。GDIとGEMをベースに、生殖の健康（リプロダクティブ・ヘルス）、エンパワーメント、労働力の参加という3つの側面を使用したものである。

### 医療における経済的評価
潜在能力アプローチは医療経済学においても適用され、費用効果分析などに使われている。
これは健康に関連したクオリティ・オブ・ライフ（QOL）の場面で利用され 、質調整生存年（QALY）などが生まれた。
特定の状況、たとえば高齢者、公衆衛生、メンタルヘルスなどの指数も開発された。